# Едуард Мудрик
Едуард Николајевич Мудрик (рус. Эдуард Николаевич Мудрик; Свердловск, 18. јул 1939 — Москва, 27. март 2017) био је руски и совјетски фудбалер, играо је на позицији одбрамбеног играча.

## Биографија
Играо је за Динамо из Москве у првенству Совјетског Савеза. Одиграо је 172 првенствене утакмице и постигао 5 голова. Са Динамом је освојио титуле првака 1959. и 1963. године.
За репрезентацију Совјетског Савеза наступио је на 8 мечева и постигао 1 гол. Био је члан репрезентације Совјетског Савеза на Европском фудбалском првенству 1964. године, са екипом је освојио сребрну медаљу и одиграо две утакмице на првенству.
Мудрик је био јеврејског порекла. Преминуо је 27. марта 2017. године у Москви.

## Успеси

### Клуб
- Првенство Совјетског Савеза: 1959, 1963.

### Репрезентација
СССР
- Европско првенство друго место: Шпанија 1964.